# Enfärgad salangan
Enfärgad salangan (Aerodramus vanikorensis) är en fågel i familjen seglare.

## Utseende
Enfärgad salangan är en stor och långvingad salangan med mycket grunt kluven stjärt. Fjäderdräkten är helt gråbrun. 
Fågelns stora utbredningsområde gör att den överlappar med en mängd liknande salanganer. Den skiljer sig från Collocalia-salanganerna genom större storlek, mörk buk och glidande, ej fladdrig flykt. Den är även större än vitgumpad salangan och molucksalangan samt saknar ljus övergump. Jämfört med höglandssalanganen och bergsalanganen har den matt, ej glänsande rygg, och är mindre än barbent salangan, jättesalangan, vulkansalangan och papuasalangan. 
Fågeln är mest lik vitbosalangan och svartbosalangan, men enfärgad salangan är mörkare undertill och saknar svalbosalanganens något ljusare övergump. Den skiljs dock bäst från dessa två genom sitt mossiga bo.

## Utbredning och systematik
Enfärgad salangan har ett mycket stort utbredningsområde och förekommer på öar från Filippinerna över Wallacea, Nya Guinea till Melanesien. Den delas vanligen in i tolv underarter med följande utbredning:
- Aerodramus vanikorensis aenigma – förekommer i centrala och sydöstra Sulawesi samt på ön Pulau Muna
- Aerodramus vanikorensis heinrichi – förekommer på södra Sulawesi
- Aerodramus vanikorensis moluccarum – förekommer i södra Moluckerna (Seram, Ambon, Bandaöarna, Gorong, Tayandu, Kai Island)
- Aerodramus vanikorensis waigeuensis – förekommer i norra Moluckerna (Morotai och Halmahera) och på öar i västra Papua Nya Guinea
- Aerodramus vanikorensis steini – förekommer på öarna Biak och Numfoor, utanför Nya Guinea.
- Aerodramus vanikorensis yorki – förekommer i Aruöarna, på Nya Guinea och i D'Entrecasteaux-öarna
- Aerodramus vanikorensis tagulae – förekommer i Louisiadeöarna, Trobriandöarna och Woodlarköarna
- Aerodramus vanikorensis coultasi – förekommer i Amiralitetsöarna (Manus, Rambutyo, Los Negros) och Matthiasöarna
- Aerodramus vanikorensis pallens – förekommer på öarna New Britain, New Irland, Dyaul Island och New Hanover
- Aerodramus vanikorensis lihirensis – förekommer öster om New Irland på Lihiröarna, Feniöarna, Tabaröarna, och öarna Nuguria och Hibernian.
- Aerodramus vanikorensis lugubris – förekommer i Salomonöarna
- Aerodramus vanikorensis vanikorensis – förekommer i Santa Cruzöarna (inklusive Dufföarna) och på Vanuatu

Gråsalangan (A. amelis) behandlas ofta som underart till enfärgad salangan.

## Levnadssätt
Enfärgad salangan lever av flygande insekter som den främst födosöker efter i låglandskogar och öppna områden. Den häckar i grottor och använder där ekolokalisering för att navigera, vilket är ovanligt bland fåglar. 

## Status
IUCN kategoriserar den som livskraftig med inkluderar även gråsalangan i bedömningen.